# فهرست وابسته‌های دیپلماتیک هند

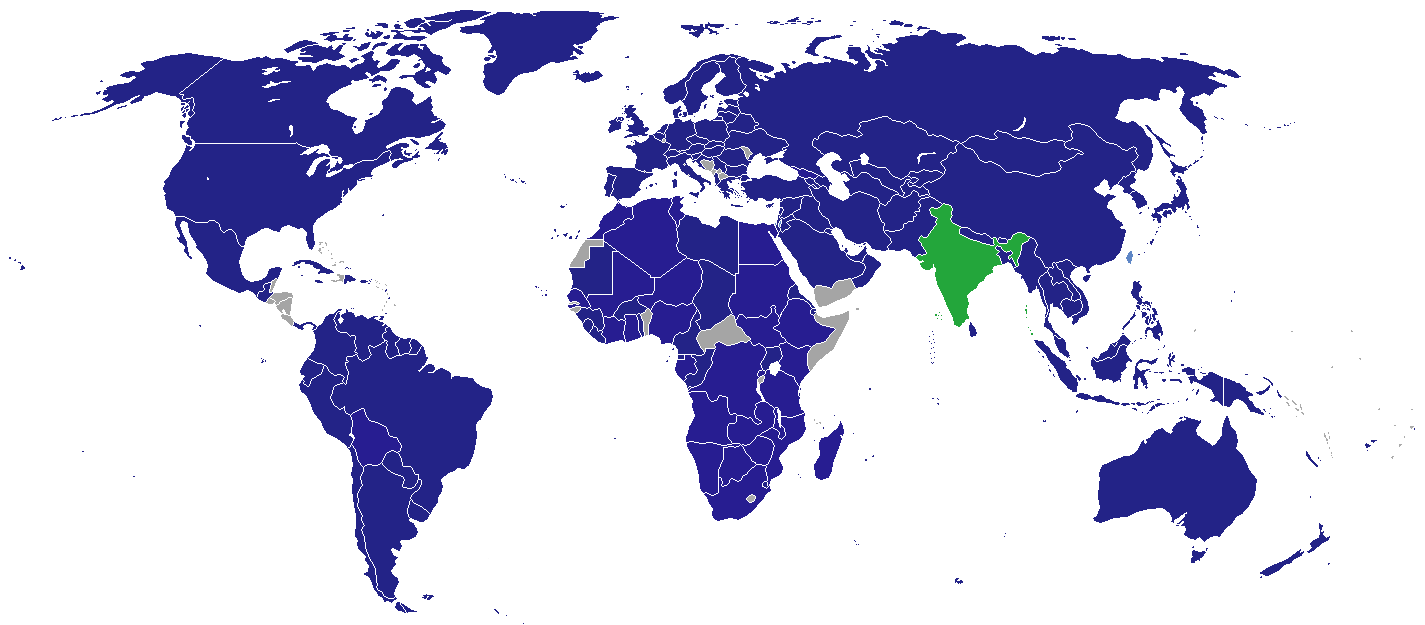
هند (سبز) کشورهایی که هند در آنجا نمایندهٔ دیپلماتیک دارد (آبی)

فهرست نمایندگان دیپلماتیک هند شامل کشورهایی است که هند در آن جا سفیر، کاردار یا سایر نماینده‌های دیپلماتیک دارد.

## آفریقا
- الجزایر
  - الجزیره (سفارت)
- آنگولا
  - لوآندا (سفارت)
- بوتسوانا
  - گابورون (کمیسیون عالی)
- جمهوری دموکراتیک کنگو
  - کینشاسا (سفارت)
- ساحل عاج
  - آبیجان (سفارت)
- مصر
  - قاهره (سفارت)
- اتیوپی
  - آدیس آبابا (سفارت)
- غنا
  - آکرا (کمیسیون عالی)
- کنیا
  - نایروبی (کمیسیون عالی)
  - مومباسا (دستیار کمیسیون عالی)
- لیبی
  - طرابلس (سفارت)
- ماداگاسکار
  - آنتاناناریوو (سفارت)
- مالاوی
  - لیلونگوه (کمیسیون عالی)
- مالی
  - باماکو (سفارت)
- موریس
  - پورت‌لوئیس (کمیسیون عالی)
- مراکش
  - رباط (مراکش) (سفارت)
- موزامبیک
  - ماپوتو (کمیسیون عالی)
- نامیبیا
  - ویندهوک (کمیسیون عالی)
- نیجر
  - نیامی (سفارت)
- نیجریه
  - آبوجا (کمیسیون عالی)
  - لاگوس (دستیار کمیسیون عالی)
- سنگال
  - داکار (سفارت)
- سیشل
  - ویکتوریا (سیشل) (کمیسیون عالی)
- آفریقای جنوبی
  - پرتوریا (کمیسیون عالی)
  - کیپ‌تاون (کمیسیون عالی)
  - دوربان (دستیار کمیسیون عالی)
  - ژوهانسبورگ (دستیار کمیسیون عالی)
- سودان جنوبی
  - جوبا (سفارت)
- سودان
  - خارطوم (سفارت)
- تانزانیا
  - دارالسلام (تانزانیا) (کمیسیون عالی)
  - زنگبار (سرکنسول)
- تونس
  - تونس (سفارت)
- اوگاندا
  - کامپالا (کمیسیون عالی)
- زامبیا
  - لوساکا (کمیسیون عالی)
- زیمبابوه
  - هراره (سفارت)

## آمریکا

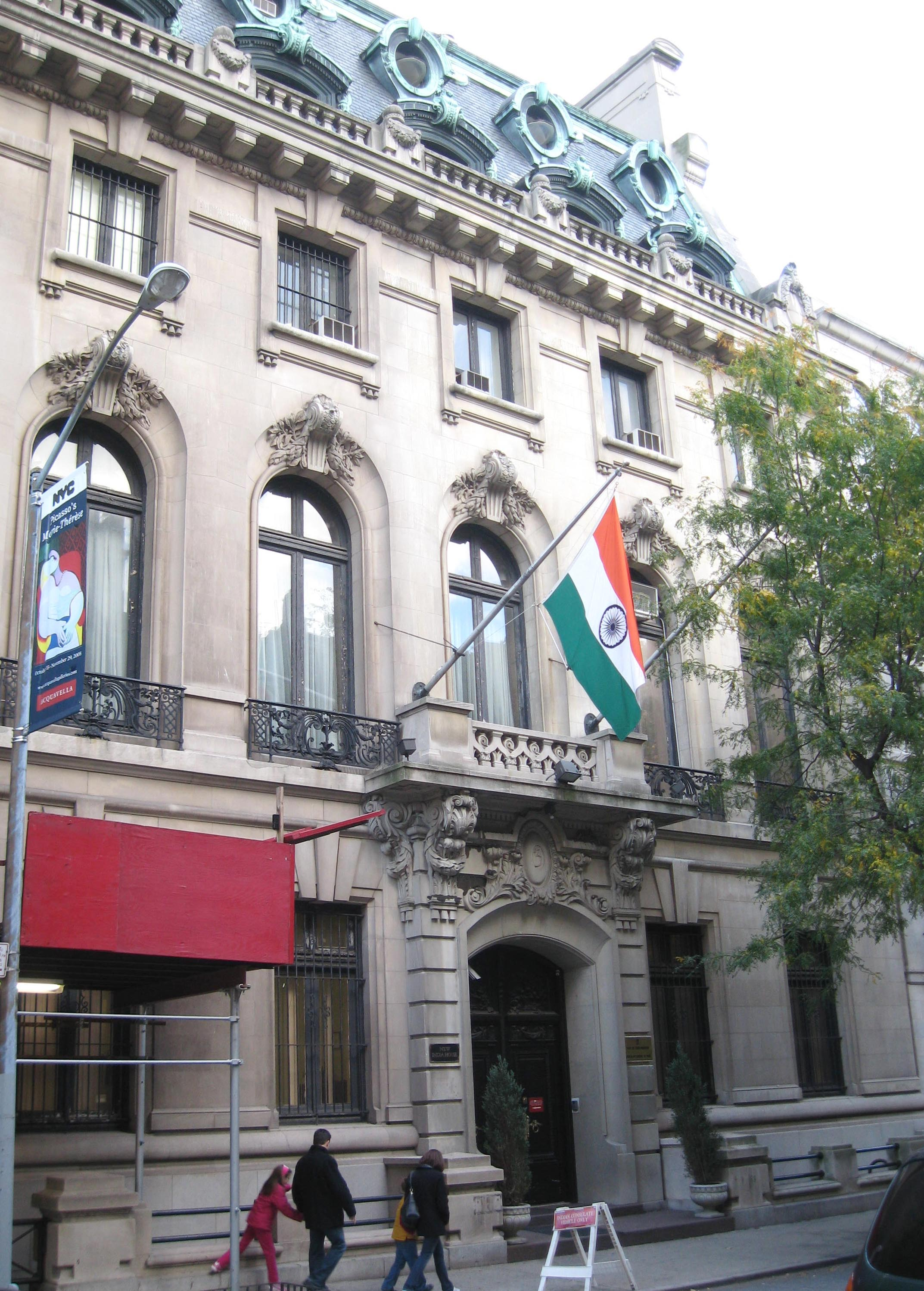
کمیسیون عالی هند در نیویورک

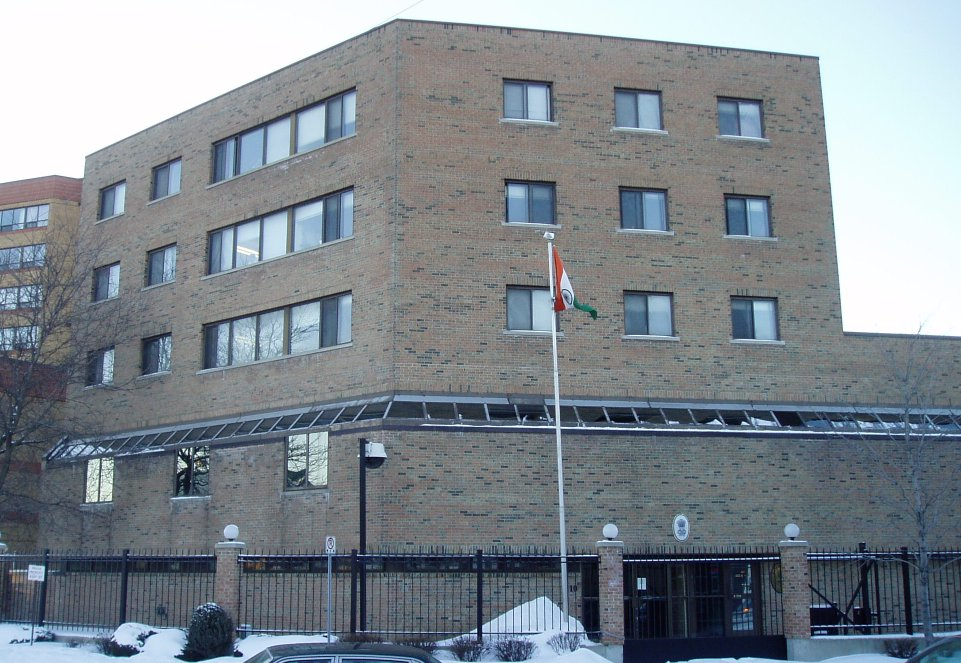
کمیسیون عالی هند در اتاوا

- آرژانتین
  - بوئنوس آیرس (سفارت)
- برزیل
  - برازیلیا (سفارت)
  - سائو پائولو (سرکنسول)
- کانادا
  - اتاوا (کمیسیون عالی)
  - تورنتو (دستیار سرکنسول)
  - ونکوور (دستیار سرکنسول)
- شیلی
  - سانتیاگو (سفارت)
- کلمبیا
  - بوگوتا (سفارت)
- کوبا
  - هاوانا (سفارت)
- گواتمالا
  - گواتمالاسیتی (سفارت)
- گویان
  - جرج‌تاون (سرکنسول)
- جامائیکا
  - کینگستون (سرکنسول)
- مکزیک
  - مکزیکو سیتی (سفارت)
- پاناما
  - پاناماسیتی (سفارت)
- پرو
  - لیما (سفارت)
- سورینام
  - پاراماریبو (سفارت)
- ترینیداد و توباگو
  - پرت آو اسپاین (کمیسیون عالی)
- ایالات متحده آمریکا
  - واشینگتن، دی.سی. (سفارت)
  - آتلانتا (سرکنسول)
  - شیکاگو (سرکنسول)
  - هیوستون (سرکنسول)
  - نیویورک (سرکنسول)
  - سان فرانسیسکو (سرکنسول)
- ونزوئلا
  - کاراکاس (سفارت)

## آسیا
- افغانستان
  - کابل (سفارت)
  - هرات (سرکنسول)
  - جلال‌آباد (سرکنسول)
  - قندهار (سرکنسول)
  - مزار شریف (سرکنسول)
- ارمنستان
  - ایروان (سفارت)
- جمهوری آذربایجان
  - باکو (سفارت)
- بحرین
  - منامه (سفارت)
- بنگلادش
  - داکا (کمیسیون عالی)
  - چیتاگونگ (دستیار کمیسیون عالی)
  - راج‌شاهی (دستیار کمیسیون عالی)
- بوتان (کشور)
  - تیمفو (سفارت)
  - Phuntsholing (دفتر رابط)
- برونئی
  - بندر سری بگاوان (کمیسیون عالی)
- کامبوج
  - پنوم‌پن (سفارت)
- چین
  - پکن (سفارت)
  - گوانگ‌ژو (سرکنسول)
  - هنگ کنگ (سرکنسول)
  - شانگهای (سرکنسول)
  - چنگدو (سرکنسول) (طرح)
- اندونزی
  - جاکارتا (سفارت)
  - مدان (سرکنسول)
  - بالی (سرکنسول)
- ایران
  - تهران (سفارت)
  - زاهدان (سرکنسول)
  - بندرعباس (سرکنسول)
- عراق
  - بغداد (سفارت)
  - اربیل (سرکنسول)
- اسرائیل
  - تل‌آویو (سفارت)
- ژاپن
  - توکیو (سفارت)
  - اوساکا (سرکنسول)
- اردن
  - امان (سفارت)
- قزاقستان
  - آستانه (قزاقستان) (سفارت)
- کره شمالی
  - پیونگ‌یانگ (سفارت)
- کره جنوبی
  - سئول (سفارت)
- کویت
  - کویت (سفارت)
- قرقیزستان
  - بیشکک (سفارت)
- لائوس
  - وینتیان (سفارت)
- لبنان
  - بیروت (سفارت)
- مالزی
  - کوالا لامپور (کمیسیون عالی)
- مالدیو
  - ماله (مالدیو) (سفارت)
- مغولستان
  - اولان‌باتور (سفارت)
- میانمار
  - یانگون (یانگون) (سفارت)
  - ماندالی (سرکنسول)
- نپال
  - کاتماندو (سفارت)
  - Birgunj (کنسولگری)
- عمان
  - مسقط (سفارت)
  - صلاله (کنسولگری)
- پاکستان
  - اسلام‌آباد (کمیسیون عالی)
- تشکیلات خودگردان فلسطین
  - رام‌الله (دفتر نمایندگی)
- فیلیپین
  - مانیل (سفارت)
- قطر
  - دوحه (سفارت)
- عربستان سعودی
  - ریاض (سفارت)
  - جده (سرکنسول)
- سنگاپور
  - سنگاپور (کمیسیون عالی)
- سری‌لانکا
  - کلمبو (کمیسیون عالی)
  - هامبانتوتا (سرکنسول)
  - جافنا (سرکنسول)
  - کندی (سری‌لانکا) (دستیار کمیسیون عالی)
- سوریه
  - دمشق (سفارت)
- تایوان
  - تایپه (انجمن)
- تاجیکستان
  - دوشنبه (تاجیکستان) (سفارت)
- تایلند
  - بانکوک (سفارت)
  - چیانگ مای (سرکنسول)
  - یالا (سرکنسول) (طرح)
- ترکیه
  - آنکارا (سفارت)
  - استانبول (سرکنسول)
- ترکمنستان
  - عشق‌آباد (سفارت)
- امارات متحده عربی
  - ابوظبی (سفارت)
  - دبی (سر کنسول)
- ازبکستان
  - تاشکند (سفارت)
- ویتنام
  - هانوی (سفارت)
  - هوشی‌مین (سر کنسول)
- یمن
  - صنعا (سفارت)

## اروپا

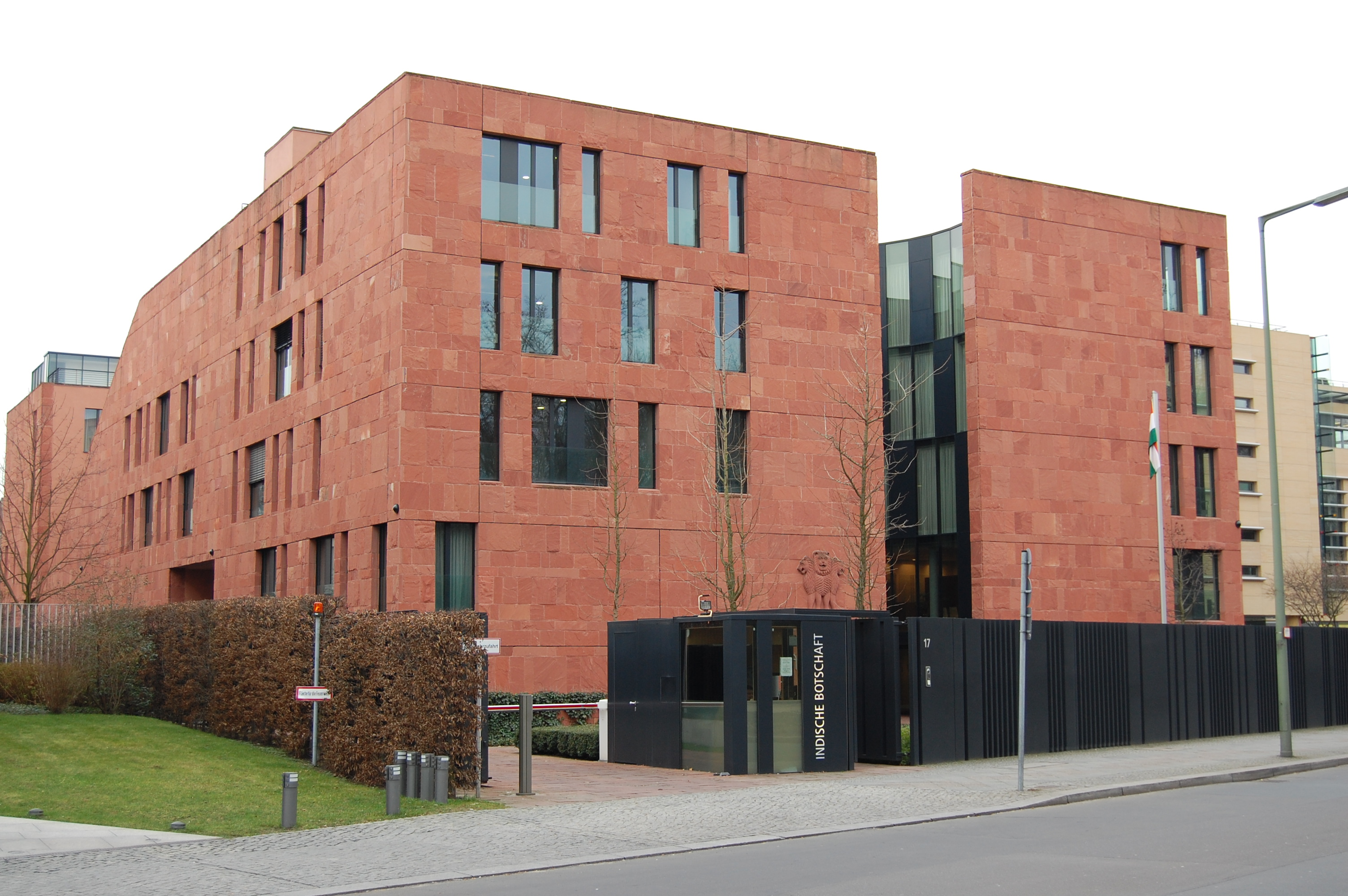
سفارت هند در برلین

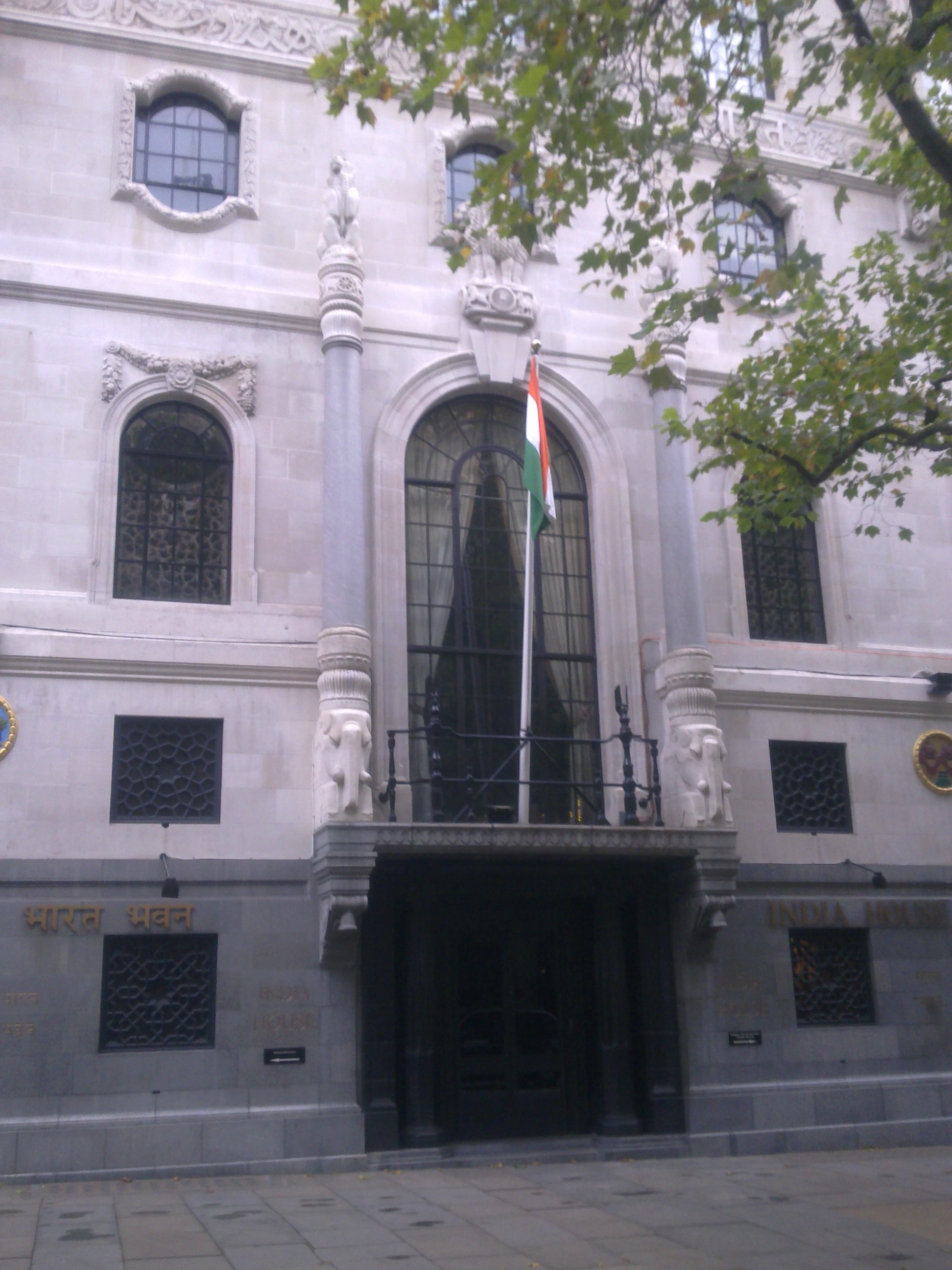
کمیسیون عالی هند در لندن

- اتریش
  - وین (سفارت)
- بلاروس
  - مینسک (سفارت)
- بلژیک
  - بروکسل (سفارت)
- بلغارستان
  - صوفیه (سفارت)
- کرواسی
  - زاگرب (سفارت)
- قبرس
  - نیکوزیا (کمیسیون عالی)
- جمهوری چک
  - پراگ (سفارت)
- دانمارک
  - کپنهاگ (سفارت)
- فنلاند
  - هلسینکی (سفارت)
- فرانسه
  - پاریس (سفارت)
  - سن-دنی، رئونیون (سرکنسول)
- آلمان
  - برلین (سفارت)
  - فرانکفورت (سرکنسول)
  - هامبورگ (سرکنسول)
  - مونیخ (سرکنسول)
- یونان
  - آتن (سفارت)
- مجارستان
  - بوداپست (سفارت)
- ایسلند
  - ریکیاویک (سفارت)
- جمهوری ایرلند
  - دوبلین (سفارت)
- ایتالیا
  - رم (سفارت)
  - میلان (سرکنسول)
- هلند
  - لاهه (سفارت)
- نروژ
  - اسلو (سفارت)
- لهستان
  - ورشو (سفارت)
- پرتغال
  - لیسبون (سفارت)
- رومانی
  - بخارست (سفارت)
- روسیه
  - مسکو (سفارت)
  - سن پترزبورگ (سرکنسول)
  - ولادی‌وستوک (سرکنسول)
- صربستان
  - بلگراد (سفارت)
- اسلواکی
  - براتیسلاوا (سفارت)
- اسپانیا
  - مادرید (سفارت)
- سوئد
  - استکهلم (سفارت)
- سوئیس
  - برن (سفارت)
  - ژنو (سرکنسول)
- اوکراین
  - کی‌یف (سفارت)
- بریتانیا
  - لندن (کمیسیون عالی)
  - بیرمنگام (دستیار کمیسیون عالی)
  - ادینبرو (دستیار کمیسیون عالی)

## اقیانوسیه

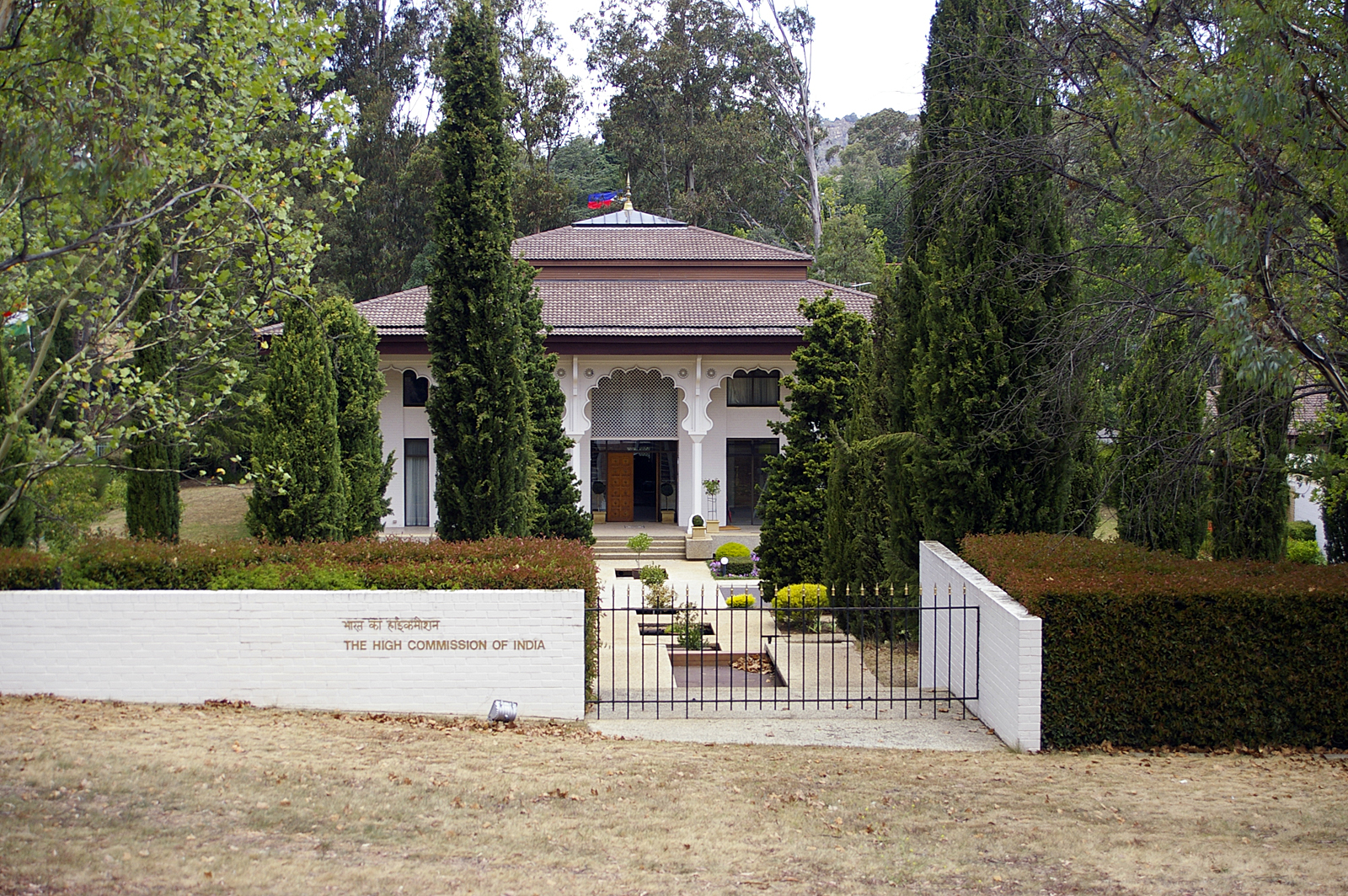
کمیسیون عالی هند در کانبرا

- استرالیا
  - کانبرا (کمیسیون عالی)
  - ملبورن (دستیار کمیسیون عالی)
  - سیدنی (دستیار کمیسیون عالی)
  - پرت (استرالیا) (سرکنسول)
- فیجی
  - سووا (کمیسیون عالی)
- نیوزیلند
  - ولینگتون (کمیسیون عالی)
- پاپوآ گینه نو
  - پورت مورسبی (کمیسیون عالی)

## سازمان‌های بین‌المللی
- بروکسل (سفارت)

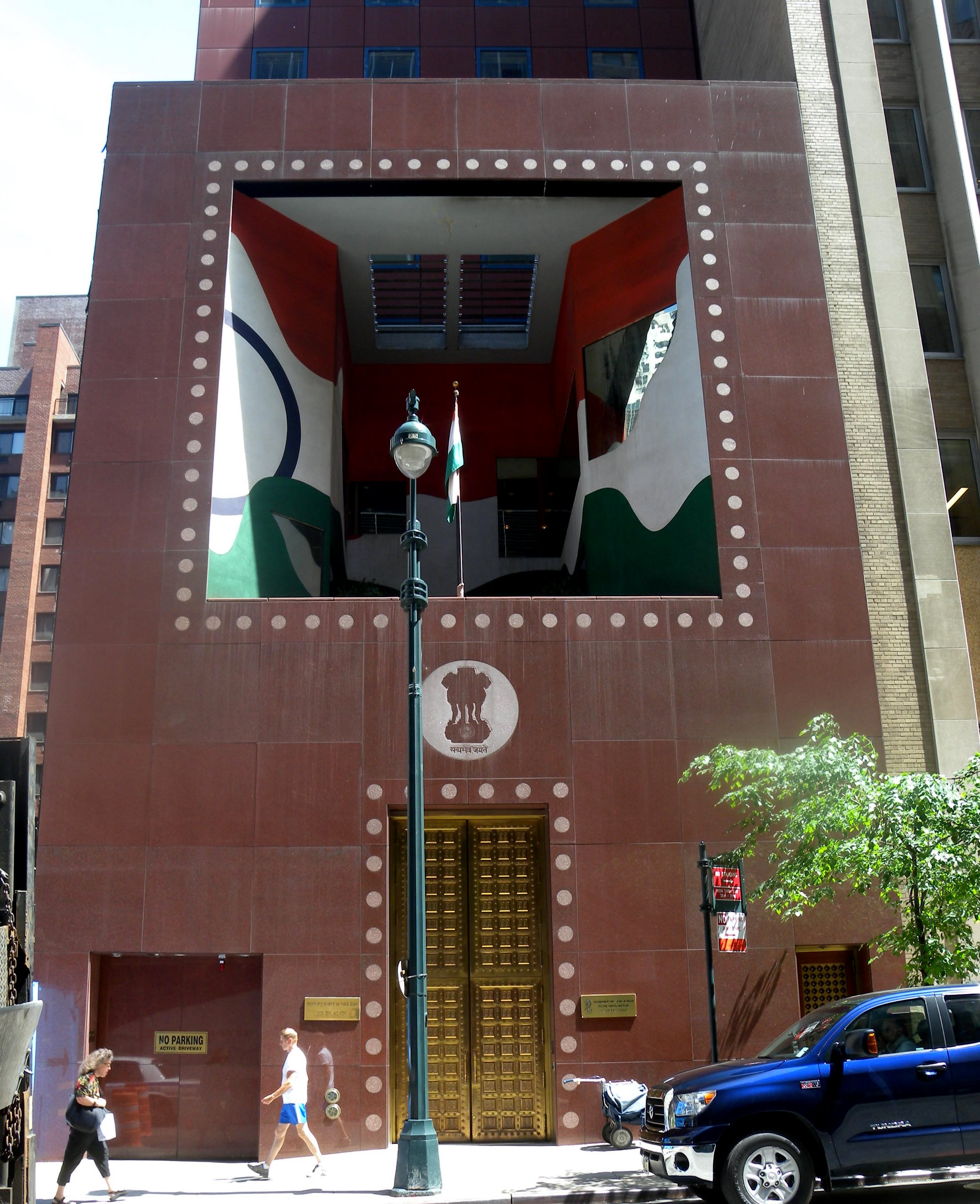
نمایندگی هند در سازمان ملل

- ژنو (نمایندهٔ دائم در سازمان ملل متحد و سایر سازمان‌های بین‌المللی)
- نیویورک (دفتر نمایندگی سازمان ملل متحد)
- پاریس (نمایندهٔ دائم یونسکو)
- وین (نمایندهٔ دائم در سازمان ملل متحد و سایر سازمان‌های بین‌المللی)